# Tomiño
Tomiño ist eine galicische Stadt in der Provinz Pontevedra im Nordwesten Spaniens mit 13.782 Einwohnern (Stand: 2024). Sie befindet sich in der Comarca O Baixo Miño und am Fluss Miño.

## Geografie
Es grenzt im Norden an die Gemeinde Gondomar, im Nordosten an die Gemeinde Tuy, im Osten und Süden an Portugal, im Südwesten an die Gemeinde El Rosal und im Westen an die Gemeinde Oya.

## Gemeindegliederung
Die Gemeinde Tomiño ist in 15 Parroquias gegliedert:
| Parroquias            | Patrozinium  | Einwohner 2024 | Fläche km² | Dichte Einw./km² | Höhe msnm | Ortskennzahl |
| --------------------- | ------------ | -------------- | ---------- | ---------------- | --------- | ------------ |
| Amorín                | San Xoán     | 1.303          | 5,59       | 233              | 47        | 36054010000  |
| Barrantes             | San Vicente  | 880            | 17,54      | 50               | 182       | 36054020000  |
| Currás                | San Martiño  | 377            | 2,66       | 142              | 59        | 36054030000  |
| Estás                 | Santiago     | 429            | 5,05       | 85               | 30        | 36054040000  |
| Figueiró              | San Martiño  | 474            | 5,91       | 80               | 20        | 36054050000  |
| Forcadela             | San Pedro    | 729            | 3,36       | 217              | 37        | 36054060000  |
| Goián                 | San Cristovo | 2.132          | 12,34      | 173              | 14        | 36054070000  |
| Piñeiro               | San Salvador | 329            | 4,18       | 79               | 67        | 36054090000  |
| Pinzás                | Santa María  | 186            | 7,03       | 26               | 357       | 36054080000  |
| San Salvador de Tebra | San Salvador | 342            | 4,16       | 82               | 60        | 36054120000  |
| Sobrada               | San Salvador | 987            | 4,89       | 202              | 76        | 36054100000  |
| Taborda               | San Miguel   | 495            | 4,55       | 109              | 102       | 36054110000  |
| Tebra                 | Santa María  | 815            | 11,18      | 73               | 60        | 36054130000  |
| Tomiño                | Santa María  | 4.002          | 14,58      | 274              | 46        | 36054140000  |
| Vilameán              | San Bieito   | 356            | 3,47       | 103              | 55        | 36054150000  |

## Wirtschaft
| Ackerbau, Viehzucht und Fischerei                                                  | 0434  | 07,88  |
| Industrie                                                                          | 1.112 | 020,18 |
| Bauwirtschaft                                                                      | 0561  | 010,18 |
| Dienstleistungsbetriebe                                                            | 3.403 | 061,76 |
| Total                                                                              | 5.510 | 100,00 |
| * Daten aus dem Statistischen Amt für Wirtschaftliche Entwicklung in Galicien, IGE |       |        |